# Adebayo Adefarati
Adebayo Adefarati (Akungba Akoko, 14 de Fevereiro de 1931 – Owo, 29 de Março de 2007) foi um político nigeriano.

## Biografia
Adefarati foi governador do Estado de Ondô entre 1999 e 2003, mas foi derrotado quando concorreu para a reeleição. Mais tarde foi candidato à Presidência do país pela Aliança para a Democracia nas  Eleições Gerais Nigerianas de 21 de Abril de 2007,  mas viria a falecer, aos 76 anos, algumas semanas antes da data programada para as eleições. Adefaratie não era considerado um dos principais candidatos.
Devido à sua morte chegou a ser posta a hipótese de adiar o acto eleitoral, mas um porta-voz da Comissão Eleitoral nacional Independente disse que isso não iria acontecer, e que o partido poderia nomear um candidato substituto.